# زاد

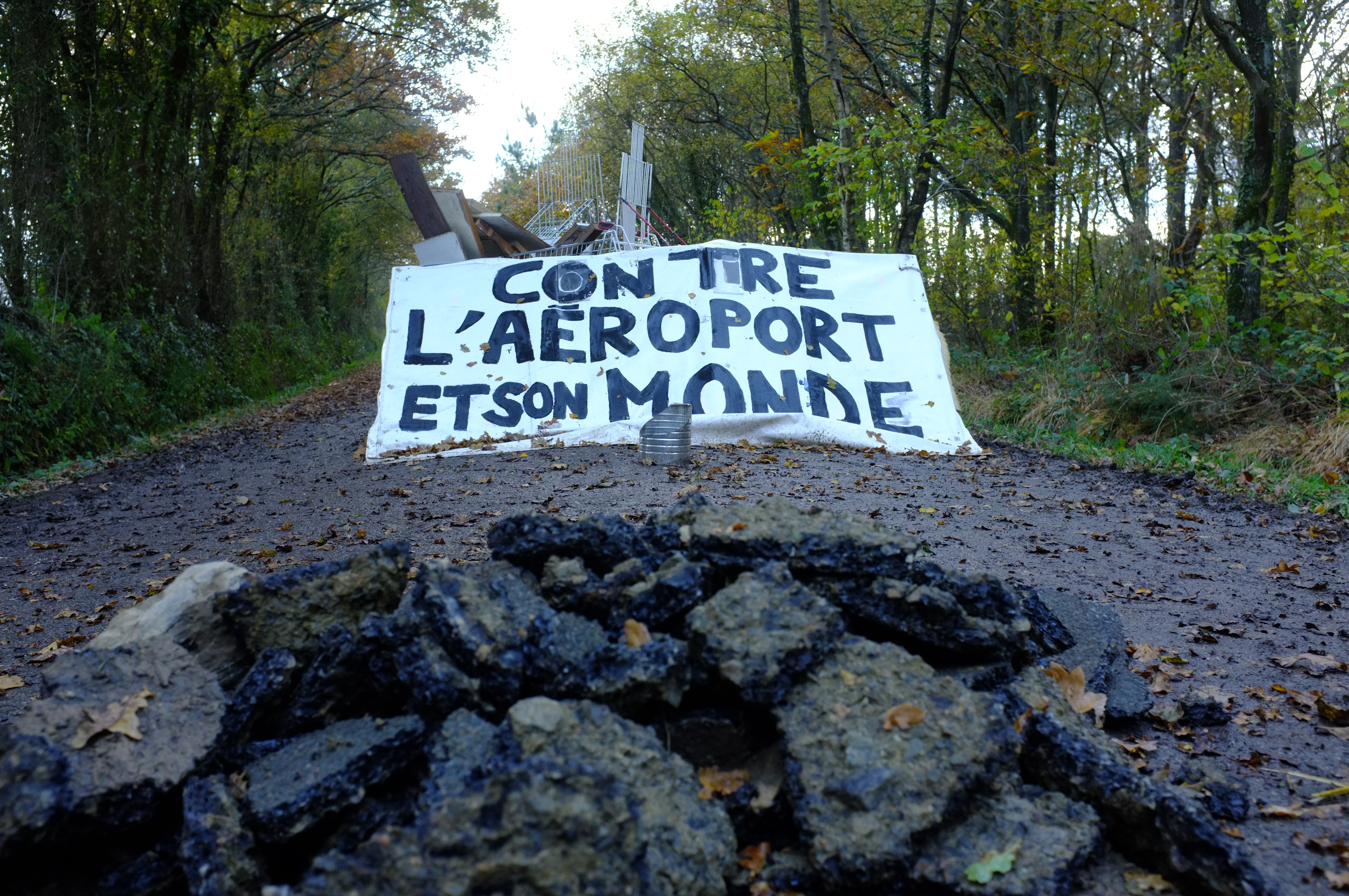
سنگری در زاد نوترودم دیلون. روی بنر نوشته‌شده: «علیه فرودگاه و جهان‌اش».

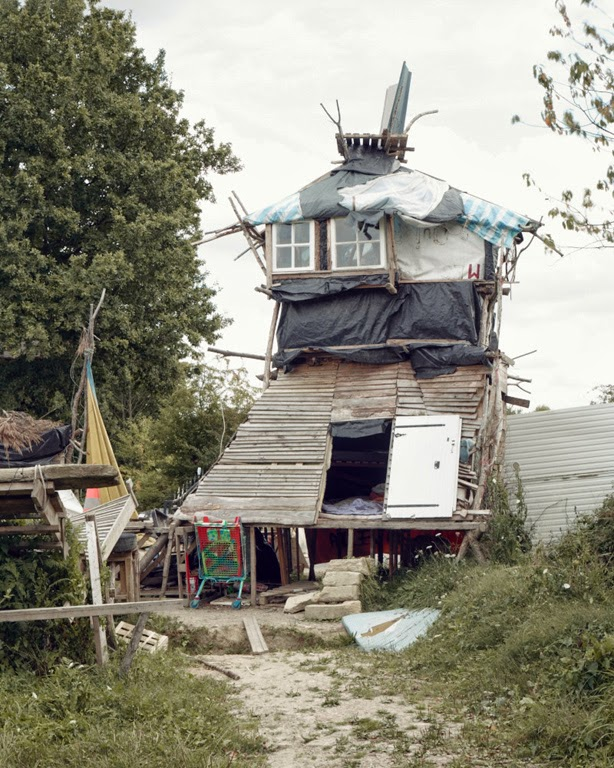
یکی از سازه‌هایی که در مسیر جاده‌هایی که از زاد نوترودم دیلون می‌گذرند، ساخته شده‌است. این سازه همچون برجی برای دیده‌بانی برای تدارک در برابر خلق ید از سوی پلیس عمل می‌کند.

زاد (به فرانسوی: zone à défendre، به انگلیسی: Zone to Defend, ZAD) یا منطقهٔدفاعی سرواژه‌ای فرانسوی است که به اشغال مبارزاتی اشاره دارد که به‌صورت محاصرهٔ فیزیکی یک پروژهٔ توسعه‌ای صورت می‌گیرد. زادها به‌طور مشخص در نواحی‌ای سازمان می‌یابند که ابعاد کشاورزی یا اکولوژیک داشته‌باشند، و به‌طور خاص می‌توان یه روستایی اشاره کرد که علیه ساخت فرودگاهی در نوترودم دیلون به‌طور پایدار محاصره شده‌است. با این حال از این نام برای اشغال برخی نواحی شرحی، مثلاً در روئن در دسینو-شارپیو نیز استفاده شده‌است. یکی از نخستین شعارهای جنبش (زادها در همه‌جا) بود و اگرچه هیچ چهرهٔ رسمی‌ای وجود نداشت، تخمین زده می‌شود که در اوایل سال ۲۰۱۶ در سراسر فرانسه بین ۱۰ تا ۱۵ زاد وجود داشته‌است.

## وجه تسمیه
سرواژهٔ زاد (ZAD) در واقع استفاده‌ای مطایبه‌آمیز از اصطلاح انگلیسی deferred development area به معنای «منطقهٔ تعطیل‌شده به خاطر توسعه» است که در فرانسوی zone d'aménagement différé ترجمه شده و سرواژهٔ آن ZAD می‌شود. در سال ۲۰۱۵ اصطلاح فرانسوی زادیست (به فرانسوی: zadiste، به انگلیسی: Zadist) وارد نسخهٔ ۲۰۱۶ فرهنگ واژگان پوتی روبر شد و در برابر آن نوشته شده‌بود: «مبارزان یک زاد را در اعتراض به توسعهٔ پیشنهادشده‌ای اشغال می‌کنند که ممکن است به طبیعت آسیب برساند».

## تاریخ
این اصطلاح برای نخستین بار در اوایل دههٔ ۲۰۱۰ در فرانسه و در جریان اعتراض به ساخت فرودگاهی در نوترودم دیلون در شمال نانت مورد استفاده قرار گرفت. جنبش زاد در به چالش کشیدن پروژه‌های ابرسازه‌ای در دقاع از طبیعت و حق مردم محلی در تصمیم‌گیری برای آیندهٔ قلمروی‌شان و رد اقتصاد سرمایه‌داری ریشه دارد و در صورت ضرورت با قدرت دولتی درگیر هم می‌شود. مهم‌ترین پیش‌زمینه‌ها برای جنبش زاد در فرانسه، پیکار برای لارزاک (۱۹۸۱-۱۹۷۱)، اعتراضات علیه طرح نیروگاه هسته‌ای در کری-ملویل در ایزر (۱۹۷۷)، و نیز در پلوگف در دهه‌های ۷۰ و ۸۰ بوده‌است.
پس از شکست خوردن اخراج معترضان از کمون نوترودم دیلون در پاییز ۲۰۱۲، زادها در فرانسه تکثیر شدند. یکی از آن‌ها زادی به نام مزرعهٔ بویون در نزدیکی روئن بود که در زمستان ۲۰۱۲ در اقدامی علیه یک پروژهٔ مستغلات توسط گروه اوشان اشغال شد. علاوه بر زاد نوترودم دیلون، شناخته‌شده‌ترین موارد مربوط به اعتراض به پروژهٔ سد سیوانس در تارن بوده‌است که طی آن کنش‌گری به نام رِمی فِرِس توسط پلیس فرانسه به قتل رسید و همچنین می‌توان به مورد پارک‌های مرکزی در جنگل شامبرون در ایزر اشاره کرد.
در آوریل ۲۰۱۸ تلاشی دیگر از سوی پلیس فرانسه برای اخراج زادیست‌های کمون نوترودم دیلون صورت گرفت که دست‌کم ۲۵۰۰ پلیس ضد شورش در آن شرکت داشتند. تخلیه از روز ۹ آوریل آغاز شد و در روز ۱۳ آوریل به صورت رسمی پایان یافت، اما پلیس همچنان تا روز ۲۳ آوریل در جاده‌ها به حالت آماده‌باش حضور داشت.